# Sabina Muchart
Sabina Muchart Collboni (Olot, Garrotxa, 20 de novembre de 1858 - Màlaga, 21 de març de 1929) va ser una fotògrafa professional catalana, pionera en l'art fotogràfic i el periodisme de guerra, considerada avui dia la primera dona fotògrafa de guerra de la història.

## Biografia
Sabina Gerònima Manuela Muchart Collboni és una catalana nascuda el 20 d'octubre de 1858, filla de Joan Muchart i Plana (paleta de professió) i de Gerònima Collboni i Roca, i membre d'una família nombrosa de la qual és la gran de les dones. La singularitat del seu cognom patern ens trasllada a Dax (França), ja que és l'adaptació del cognom Mouchard, tal com el portava el seu avi quan es va establir a Espanya.
En aquesta època assolava el país la Tercera guerra carlina i potser per aquest motiu part de la seva família va emigrar a Andalusia. L'any 1871 és l'últim en què va constar en el cens municipal d'Olot; es va establir a Màlaga entre 1872 i 1873, i en el cens d'aquesta ciutat andalusa va aparèixer el 1875 amb 17 anys, juntament amb tres dels seus germans grans: Manuel (28), Esteve (26) i Lluís (19). En els seus inicis regentaren un comerç tèxtil «Muchart Hermanos y Cía.» Aviat la seva afició a la fotografia es va convertir en la seva professió i, després de la marxa de dos dels seus germans i el tancament del comerç, va començar a retratar en la dècada dels anys vuitanta. El 1889 va publicar a La Ilustración un reportatge complet de grans vistes de Màlaga. El 1891 seria a La Ilustración Hispano-Americana on van aparèixer tres fotografies seves de quadres del pintor malagueny D. de la Torre.
Però la data que canvia la història de la fotografia és la tardor de 1893, en què va fer la seva primera fotografia professional de guerra coneguda; va creuar amb vaixell el Mar Mediterrani fins a Melilla (112 milles nàutiques), i allí va immortalitzar un grup de soldats davant de l'entrada del fort del Rostrogordo pertanyent al Protectorat espanyol del Marroc que estava immers en la Guerra del Rif. La foto va ser publicada a La Revista Ilustrada editada a Barcelona. Un any després ja apareixia en la Guia comercial de Màlaga com a «S. Muchart» i amb estudi a la Plaça de la Constitución,16-22, tot i que no serà fins a 1913 que podrà escriure-hi clarament el terme “fotògrafa”, en femení.
De 1900 és la seva coneguda postal de l'enfonsament del buc-escola de l'armada de guerra alemanya SMS Gneisenau (1880), que, després de copejar l'escullera de l'espigó de llevant del port de Màlaga, es va enfonsar dramàticament en un quart d'hora amb víctimes mortals. Muchart ho va immortalitzar amb la seva càmera. El 1904 va publicar en la revista especialitzada en vistes monumentals de ciutats Alrededor del Mundo, editada a Madrid, una altra sèrie de Màlaga capital. El 1906 es va publicar a la revista tauròfila La Fiesta Nacional un altre reportatge seu realitzat aquesta vegada a la plaça de toros de Màlaga, en el qual crida l'atenció la proximitat en què van ser captades les escenes taurines.
Havent retratat durant més de trenta anys persones anònimes (i no tant), havent fotografiat vistes urbanes i immortalitzat moments històrics, la primera fotoperiodista va morir a la ciutat de Màlaga el 21 de març de 1929 a l'edat de 70 anys.